# Bâtiment de l'école de mécanique et de génie électrique de Subotica
Le bâtiment de l'école de mécanique et de génie électrique de Subotica (en serbe cyrillique : Зграда машинско-електротехничког школског центра у Суботици ; en serbe latin : Zgrada mašinsko-elektrotehničkog školskog centra u Subotici) est situé à Subotica, dans la province de Voïvodine et dans le district de Bačka septentrionale, en Serbie. Il est inscrit sur la liste des monuments culturels protégés de la république de Serbie (identifiant no SK 1832).

## Présentation
Le bâtiment a été construit en 1912-1913 sur des plans de l'architecte Izidor Strassburger pour y accueillir l'administration centrale des chemins de fer. Il est édifié dans le style de la Sécession viennoise auquel se mêlent d'autres éléments, notamment empruntés au baroque.
L'édifice, constitué de deux étages, s'inscrit dans un plan en forme de « Е ». La façade principale est dotée d'une avancée centrale peu profonde conçue dans l'esprit du baroque ; au sommet, elle se termine par un toit central mansardé et par deux dômes ; entre les dômes se trouve un attique avec le blason des chemins de fer ; des pilastres accentuent la verticalité de l'ensemble. Sur le plan horizontal, les façades sont rythmées par des balustrades.
Aujourd'hui, le bâtiment accueille une école secondaire de mécanique, de génie électrique et de transports.